# ريكاردو بيروني
ريكاردو بيروني (بالإسبانية: Ricardo Perrone)‏ هو لاعب كرة الماء إسباني، ولد في 21 ديسمبر 1976.

## وصلات خارجية
- ريكاردو بيروني على موقع اللجنة الأولمبية الدولية (الإنجليزية)
- ريكاردو بيروني على موقع أوليمبيديا (الإنجليزية)